# Maidstone
Maidstone is een stad in Engeland, in de Borough of Maidstone. De rivier de Medway stroomt door Maidstone.

## Stad
In Maidstone zijn de vaste radiostudio's van Radio Caroline gevestigd.
De voetbalclub Maidstone United FC speelt er.
Leeds Castle is een waterburcht in de buurt van Maidstone.

## Autowegen langs en door Maidstone
Autosnelwegen:
- De M2 van Londen naar Ramsgate heeft een afslag Maidstone
- De M20 van Londen naar Dover
- De M26 van Londen naar Maidstone

Autowegen:
- De A20 van Londen naar Dover, die eventueel ook geschikt is om te fietsen, komt door Maidstone.

## Spoorwegen
In de stad Maidstone liggen de volgende spoorwegstations:
- Maidstone Barracks
- Maidstone East
- Maidstone West

## Bekende inwoners van Maidstone

### Geboren
- Thomas Wyatt (1503-1542), dichter en diplomaat
- Thomas Culpeper (1514-1541), persoon aan het hof van Hendrik VIII
- William Robert Brooks (1844-1921), Amerikaans astronoom van Engelse afkomst
- Albert Goodwin (1845-1932), kunstschilder
- Lilian Bland (1878-1971), vliegpionier
- Bill Ivy (1942-1969), motor- en autocoureur
- Mike Ratledge (1943-2025), musicus
- Robert Fisk (1946-2020), journalist en Midden-Oosten-correspondent
- Guy Fletcher (1960), toetsenist
- Tom Riley (1981), acteur en filmproducent
- Georgina Campbell (1992), actrice
- Benjamin Cavet (1994), Frans freestyleskiër
- Alessia Russo (1999), voetbalster

### Overleden
- William Courtenay (1342 – 1396), aartsbisschop van Canterbury
- George Joseph Smith (Bethnal Green, 1872 – 1915), meervoudig moordenaar
- Marcus Samuel (Londen, 1853 – 1927), oprichter van de Shell Transport and Trading Company Ltd.
- Graham Chapman (Leicester, 1941 – 1989), acteur en arts